# Mesembryanthemum gessertianum
Mesembryanthemum gessertianum är en isörtsväxtart som beskrevs av Moritz Kurt Dinter och Berger. Mesembryanthemum gessertianum ingår i Isörtssläktet som ingår i familjen isörtsväxter. Inga underarter finns listade i Catalogue of Life.